# Vincent Kriechmayr
Vincent Kriechmayr, né le 1er octobre 1991 à Linz, est un skieur alpin autrichien, spécialiste des épreuves de vitesse. Double champion du monde, il compte dix-huit victoires en coupe du monde en super G et en descente. Il est co-médaillé d'argent en Super G lors des Championnats du monde 2019 puis médaillé de bronze deux jours plus tard en descente. Lors des Mondiaux 2021 à Cortina d'Ampezzo, il devient double champion du monde, devenant le troisième homme a réaliser le doublé super-G et descente. Il s'adjuge le petit globe de cristal du super-G au terme de la saison 2020-2021. Bien qu'au terme de la saison 2022-2023, Il termine dauphin d'Aleksander Aamodt Kilde au classement de la descente, c'est l'hiver où il gagne le plus de courses dans la discipline : quatre (Val Gardena,  Bormio, Kitzbühel et la course finale à Soldeu), mais il ne connait pas la réussite lors des Mondiaux de Courchevel-Méribel

## Carrière

### Premières années
Membre du club TVN Wels, Kriechmayr dispute ses premières courses FIS lors de la saison 2006-2007. Il doit attendre la saison 2009-2010 pour obtenir ses premiers résultats significatifs, gagnant le titre de champion d'Autriche junior en slalom géant. Il se classe quatrième juste après aux Championnats du monde junior. Cet hiver, il fait ses débuts en Coupe d'Europe et y marque ses premiers points.
Lors des Championnats du monde junior 2011, il est médaillé d'argent en slalom géant derrière Alexis Pinturault .
Il a pris son premier départ en Coupe du monde quelques semaines plus tôt à Alta Badia. Il obtient ses premiers résultats ensuite dans la Coupe d'Europe, gagnant sa première course en février 2012 et terminant troisième du classement général en 2013. 

### Premiers podiums en Coupe du monde
Il marque ses premiers points en Coupe du monde durant l'hiver 2013-2014, se classant notamment cinquième du super G de Kvitfjell. En décembre 2014, il se rapproche encore du podium avec sa quatrième place au super G de Val Gardena. Il obtient son premier podium trois mois plus tard en terminant deuxième du super G de Kvitfjell. Durant la saison 2016-2017, il monte sur deux nouveaux podiums en super G à Jeongseon et Kvitfjell, lui offrant le quatrième rang au classement de la spécialité. En 2017, il n'égale pas ces performances, mais est tout de même cinquième du super G des Championnats du monde 2017, son premier grand championnat.
Il démarre de manière dominante la saison 2017-2018, s'octroyant le super G de Beaver Creek, avant d'arracher son premier podium en descente à Garmisch-Partenkirchen. Il prend part à ses premiers Jeux olympiques durant cet hiver, se classant septième de la descente et sixième du super G. Le mois suivant, il conclut la saison comme il l'a commençée, gagnant les deux courses de vitesse des Finales d'Åre. Par conséquent, il rentre pour la première fois dans le top dix du classement général avec le septième rang et est deuxième en super G.

### Montée en puissance
En 2019 et en 2020, il s'installe parmi les meilleurs spécialistes mondiaux de la vitesse, terminant deux fois deuxième du classement du super-G ainsi que troisième du classement descente en 2019. Mais c'est au cours de l'hiver 2020-2021 qu'il connait ses meilleurs résultats. Sa régularité en super-G, avec quatre podiums dont deux victoires, lui permet de s'adjuger son premier trophée de cristal : le petit globe de la discipline. Surtout, lors des Championnats du monde 2021 à Cortina d'Ampezzo, il remporte les médailles d'or du super-G et de la descente, un doublé dans les épreuves de vitesse masculines que seuls Hermann Maier (en 1999) et Bode Miller (en 2005) avaient réussi au Mondiaux avant lui. Il lutte aussi pour le petit globe de la descente, termine à la cinquième place du classement de la discipline derrière Beat Feuz et marque ses premiers points en slalom géant.
En janvier 2022, il remporte son premier succès de l'hiver à la descente de Wengen devant Beat Feuz et Dominik Paris et ce malgré n'a avoir pas pris part aux entraînements qui sont d'habitude obligatoires, mais du fait d'une erreur administrative après qu'il soit venu plus tard à la suite de son infection avec le virus de la covid, il est autorisé à concourir. Le mois suivant, il participe aux Jeux olympiques à Pékin, mais échoue de nouveau à remporter la moindre médaille, terminant huitième de la descente, puis cinquième du super G.

## Palmarès

### Jeux olympiques d'hiver
| Épreuve / Édition   | Descente | Super G | Slalom géant | Slalom | Combiné |
| JO 2018 Pyeongchang | 7e       | 6e      | -            | -      | Abandon |
| JO 2022 Pékin       | 8e       | 5e      | -            | -      | -       |

### Championnats du monde
| Épreuve / Édition                | Descente | Super G | Slalom géant | Slalom | Combiné |
| Mondiaux 2017 Saint-Moritz       | 19e      | 5e      | -            | -      | 8e      |
| Mondiaux 2019 Åre                | Bronze   | Argent  | -            | -      | 17e     |
| Mondiaux 2021 Cortina d'Ampezzo  | Or       | Or      | -            | -      | Abandon |
| Mondiaux 2023 Courchevel-Méribel | 11e      | 12e     | -            | -      | Abandon |
| Mondiaux 2025 Saalbach           | Argent   | 4e      | -            | -      |         |

### Coupe du monde
- Meilleur classement général : 5e en 2019, 2020 et 2022.
- 1 petit globe de cristal (super-G, 2021)
- 37 podiums (22 en super G et 15 en descente), dont 18 victoires.

#### Détail des victoires
| Saison / Épreuve | Descente                            | Super G                          | Total |
| 2017-2018        | Åre                                 | Beaver Creek Åre                 | 3     |
| 2018-2019        | Wengen                              |                                  | 1     |
| 2019-2020        |                                     | Val Gardena Hinterstoder         | 2     |
| 2020-2021        | Saalbach-Hinterglemm                | Kitzbühel Garmisch-Partenkirchen | 3     |
| 2021-2022        | Wengen Courchevel/Méribel           | Courchevel/Méribel               | 3     |
| 2022-2023        | Val Gardena Bormio Kitzbühel Soldeu |                                  | 4     |
| 2023-2024        |                                     | Val Gardena Kvitfjell            | 2     |
| Total            | 9                                   | 9                                | 18    |

#### Classements par saison
| Saison / Épreuve | Saison / Épreuve | Général | Général | Descente | Descente | Super G | Super G | Slalom géant | Slalom géant | Combiné | Combiné |
| ---------------- | ---------------- | ------- | ------- | -------- | -------- | ------- | ------- | ------------ | ------------ | ------- | ------- |
| Saison / Épreuve | Saison / Épreuve | Class.  | Points  | Class.   | Points   | Class.  | Points  | Class.       | Points       | Class.  | Points  |
| 2013-2014        | 2013-2014        | 59e     | 104     | -        | -        | 23e     | 79      | -            | -            | 18e     | 25      |
| 2014-2015        | 2014-2015        | 24e     | 356     | 21e      | 112      | 6e      | 196     | 47e          | 6            | 12e     | 42      |
| 2015-2016        | 2015-2016        | 14e     | 555     | 18e      | 182      | 4e      | 298     | -            | -            | 10e     | 75      |
| 2016-2017        | 2016-2017        | 28e     | 309     | 14e      | 160      | 14e     | 117     | -            | -            | 17e     | 32      |
| 2017-2018        | 2017-2018        | 7e      | 704     | 5e       | 384      | 2e      | 320     | -            | -            | -       | -       |
| 2018-2019        | 2018-2019        | 5e      | 739     | 3e       | 339      | 2e      | 346     | -            | -            | 9e      | 53      |
| 2019-2020        | 2019-2020        | 5e      | 794     | 6e       | 362      | 2e      | 362     | -            | -            | 11e     | 70      |
| 2020-2021        | 2020-2021        | 8e      | 675     | 5e       | 267      | 1er     | 401     | 51e          | 7            | -       | -       |
| 2021-2022        | 2021-2022        | 5e      | 840     | 6e       | 465      | 3e      | 375     | -            | -            | -       | -       |
| 2022-2023        | 2022-2023        | 5e      | 953     | 2e       | 614      | 3e      | 335     | 58e          | 4            | -       | -       |

### Championnats du monde junior
| Épreuve / Édition           | Descente | Super G | Géant  | Slalom | Combiné |
| Mondiaux 2010 Megève        | 14e      | 16e     | 4e     | -      | -       |
| Mondiaux 2011 Crans Montana | 8e       | 5e      | Argent | 33e    | 7e      |

### Coupe d'Europe
- Meilleur classement général : 3e en 2013.
- Vainqueur du classement du super combiné en 2012 et 2014.
- 8 podiums, dont 3 victoires (2 en super combiné et 1 en super G).

### Championnats d'Autriche
- Champion du super G en 2017 et 2018.
- Champion du combiné en 2017.